# Michael E. Busch
Michael E. Busch (4 de enero de 1947-7 de abril de 2019) fue un político estadounidense de partido demócrata. Fue el presidente de la Casa de Delegados de Maryland en los Estados Unidos. Busch fue un miembro de la Cámara desde 1987, y el presidente desde enero de 2003. Representó al condado de Anne Arundel, que incluye la capital del estado de Annapolis. Estudió en la Universidad de Temple.